# Karlijn Stoffels
Karlijn Stoffels (Amsterdam, 24 juni 1947) is een Nederlandse schrijfster van kinderboeken, hoorspelen, toneelstukken en boeken voor volwassenen. 

## Leven
Haar eerste toneelstuk schreef Stoffels in de lagere school en heette Misverstand. Ze studeerde Nederlands en Frans in Leiden, werkte een tijdje in Parijs als onderzoekster bij een onderwijsinstelling, gaf les in Frans en werkte als vertaalster Frans. Later volgde ze ook cursussen om te leren hoe je toneelstukken en scenario's schrijft.

## Werk
Stoffels debuteerde in 1996 met Mosje en Reizele, een verhaal over twee joodse wezen die elkaar ontmoeten in het getto van Warschau in 1939. Het speelt zich deels af in het kindertehuis van dr. Janusz Korczak. Mosje en Reizele heeft een grote impact gehad. Het boek wordt als typerend beschouwd voor een nieuwe generatie jeugdboeken in de jaren negentig die balanceren tussen jeugd- en volwassenenromans. Voor Mosje en Reizele trok Stoffels naar Polen om zich een beeld te kunnen vormen van de locatie en de sfeer die ze wilde beschrijven. Voor haar zijn locaties erg belangrijk en ze bezoekt vaak de plaatsen die in haar verhalen voorkomen.
Haar oeuvre omvat persoonlijke en geëngageerde verhalen voor jongeren, zoals Tegen de muur op (over geweld en wraak), Koningsdochter, zeemanslief (over rouwen) en Een-nul voor de autisten (over de psychiatrie). Maar evengoed heeft ze met De bende van de Zwarte hond een reeks detectiveverhalen voor kinderen geschreven, over vier kinderen en een hond die in een internaat wonen en samen allerlei mysteries oplossen.
Stoffels ontdoet haar vaak beladen onderwerpen van hun zwaarte door een onsentimentele toon en ruwe grappen te gebruiken. En er blijft ruimte voor liefde, verliefdheid en optimisme. Ze staat bekend om haar levendige portretten. De meeste hoofdpersonages in haar werk krijgen het leven niet cadeau. Het zijn jongens en meisjes in volle puberteit die al vroeg hun weg moeten zoeken in een harde samenleving. Maar ze zijn mondig, gevat én beschikken over een goed gevoel voor humor. Stoffels is overigens een van de weinige auteurs die allochtone jongeren onnadrukkelijk als hoofdpersonages in haar werk opvoert (bijvoorbeeld in De ontvoerde prins, Stiefland en Foead en de vliegende badmat).
Stoffels schrijft ook hoorspelen en toneelstukken voor volwassenen. In 2011 verscheen haar volwassenenroman Zuiderzeeballade. Haar boeken zijn onder meer vertaald in het Frans, Duits, Deens, Spaans en Japans.

## Bekroningen
- 1997: Zoenen (Gouden Zoen) voor Mosje en Reizele
- 2001: Zoenen (Zilveren Zoen) voor Rattenvanger
- 2006: Jenny Smelik-IBBY-prijs voor Foead en de vliegende badmat